# På osäker mark
På osäker mark är en svensk dokumentärfilm från 1993 i regi av PeÅ Holmquist. Filmen skildrar konflikter mellan nazister och antinazister.